# Stefan Sethe

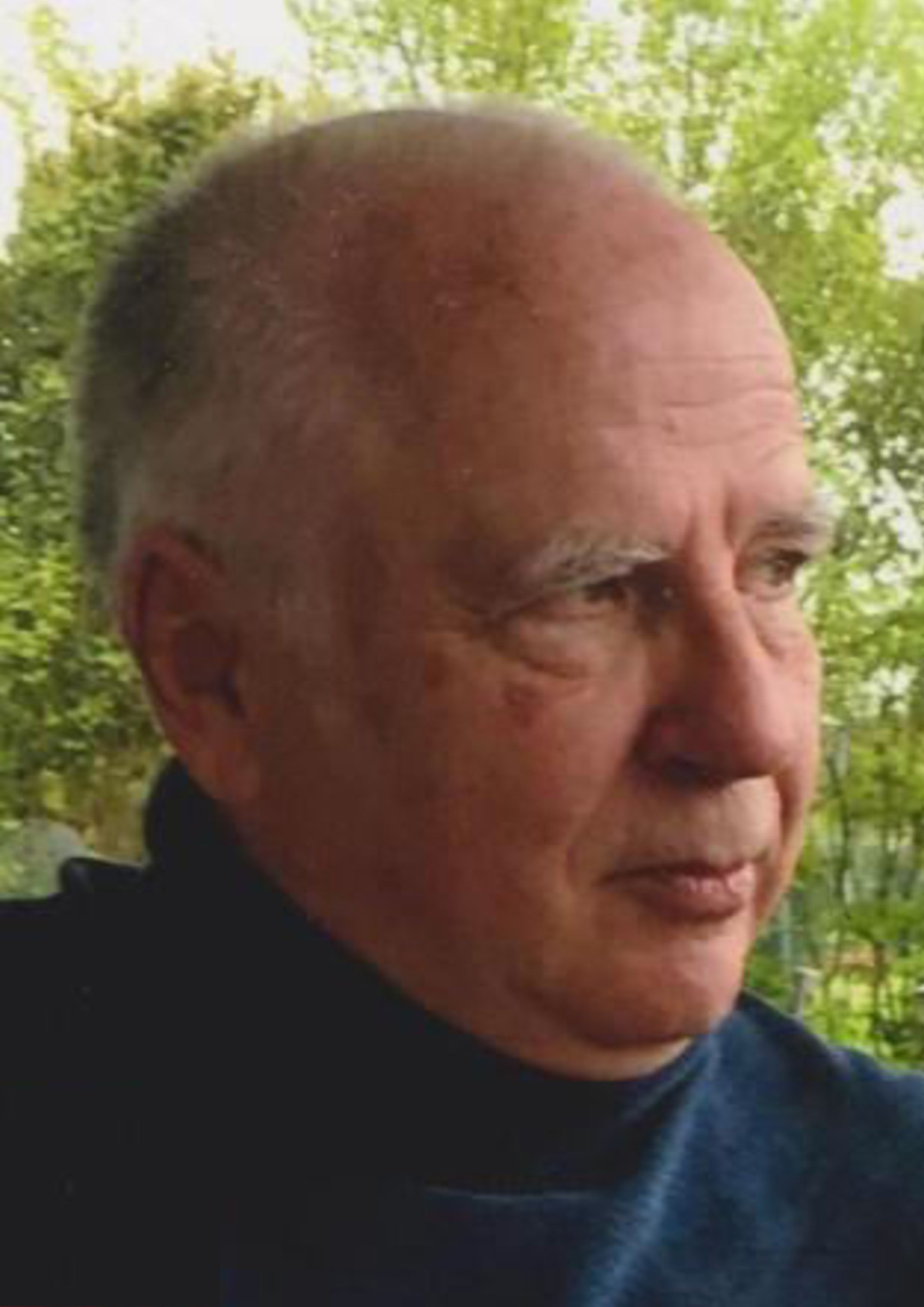
Stefan Sethe 2019

Stefan Sethe (* 28. Januar 1951 in Bad Kissingen) ist ein deutscher Politologe und Verwaltungsjurist.

## Leben
Sethe verbrachte die Kindheit als Sohn von Walter Sethe in Lemgo. Nach Jugend in Darmstadt, wo er an der Justus-Liebig-Schule 1968 zum Schulsprecher gewählt wurde und 1970 das Abitur ablegte, studierte er in München bis zum ersten Staatsexamen an der Ludwig-Maximilians-Universität Jura und diplomierte parallel an der Hochschule für Politik zum Politologen (Dipl. sc. pol. Univ.). Nach Referendariat in Hamburg und einer Ausbildung für den Geschäftsführernachwuchs bei der Bundesvereinigung der Deutschen Arbeitgeberverbände wurde er Referent für die Öffentlichkeitsarbeit beim damaligen Bundesjustizminister Hans-Jochen Vogel. 1981 wechselte er als Pressereferent zur FDP-Fraktion im Deutschen Bundestag, deren Sprecher er unter Wolfgang Mischnick kurz darauf wurde. Als Sozialliberaler, der die Bonner Wende 1982 nur schwer mittragen konnte, genehmigte er sich 1986 eine „Auszeit“, um sich wieder „mehr um seine Seele und seine drei Kinder und um die liberale Sache“ zu kümmern. In dieser Zeit betätigte sich Sethe schulpolitisch u. a. als Vorsitzender der Grundschulpflegschaft Bonn und der Bezirksschulpflegschaft Bad Godesberg.
Nach kurzen Episoden als Bundesgeschäftsführer des neu gegründeten Verkehrsclubs Deutschland und als Sprecher des nach der Wiedervereinigung im Aufbau befindlichen Ministeriums für Wissenschaft, Forschung und Kultur in Brandenburg wurde er 1991 Stellvertretender Regierungssprecher in Thüringen unter Josef Duchač und anschließend Bernhard Vogel. Nach der Wahl 1994 kalt gestellt, da die FDP für eine Regierungsbeteiligung in Thüringen nicht mehr gebraucht wurde, sorgte er mit einer Beschäftigungsklage für bundesweites Aufsehen. In der Folge wurde er u. a. zum Beauftragten für die Deregulierung im Freistaat ernannt. Erneut in die Schlagzeilen geriet er, als er enttäuscht von den weitgehend vergeblichen Reformbemühungen kurz vor der Pensionierung auf Beamtenstatus und Pension verzichtete, weil er für eine „üppige Pension“ nicht die adäquate „Gegenleistung erbracht“ habe, wie er „und der Steuerzahler das für richtig, fair und notwendig erachten“.

## Positionen
Stefan Sethe gilt im Gegensatz zu seinem liberal-konservativen Onkel Paul Sethe als sozialliberal. In seiner Lebensgestaltung, mit Vorträgen und in vielen seiner Zeitschriftenbeiträgen und Buchveröffentlichungen wandte er sich immer wieder gegen eine Vollkasko-Mentalität und definiert den Sozialstaat als Gemeinwesen, welches vorrangig Hilfe zur Selbsthilfe gewähren solle. Liberalismus dürfe sich längst nicht mehr auf das Erkämpfen und Sichern von Bürgerrechten beschränken, sondern müsse darauf dringen, dass zu jedem Recht untrennbar auch eine Pflicht gehöre. Das Laissez-faire des Wirtschaftsliberalismus lehnt er ab. Er plädiert für eine umfassende Deregulierung, bessere Verantwortungsethik im Journalismus, massive Entlastung der Gerichte und mehr Selbstbeteiligung im Gesundheitswesen.

## Veröffentlichungen
(kleine Auswahl fokussiert auf Sethes liberale Positionen):
- „Nicht nur Soll und Haben“, Zeit, 23. November 1979 S. 35 https://www.zeit.de/1979/48/nicht-nur-soll-und-haben/
- „Hegel ein Liberaler?“, Neue Bonner Depesche (NBD), November 1981, S. 23
- „Gegen Selbstauflösungsrecht des Bundestages“, NBD, November 1982, S. 27
- „Alexis de Tocquille – ein liberaler Theoretiker des 21. Jahrhunderts?“, NBD, Mai 1984, S. 29
- „Mehr Mut zum Liberalismus“, NBD, Juni 1984 S. 12 ff.
- „Autofahren muss teurer werden“, Hamburger Morgenpost, 12. Juli 1989, S. 4
- „Die Suche nach der Macht - Selbstbestimmung und Verantwortung in der Demokratie“ München 2013, neobooks Self-Publishing, ISBN 978-3-8476-3595-6.
- „Anwälte könnten auch abraten“, FAZ, 24. Juli 2017, S. 7 https://anterior.esquerra.cat/documents/2_5472233641608216593.pdf (abgerufen am 30. März 2021)